# Complainte pour Sainte-Catherine
Complainte pour Sainte-Catherine est une chanson québécoise montréalaise composée par Anna McGarrigle, du duo des Sœurs McGarrigle, écrite par Philippe Tatartcheff.
Cette première chanson des sœurs duettistes McGarrigle, écrite et composée au début des années 1970 parut d'abord sur 45 tours d'essai (petit vinyle dit single), puis, en 1975, sur le premier album — de même titre — du duo de Kate et Anna McGarrigle, et retranscrite sur leur 4e album (Entre Lajeunesse et la sagesse, 1981, 2004), tant elle séduisait les auditoires, pas seulement à Montréal, mais partout où elle fut entendue, même auprès des auditoires ne comprenant pas le français ni les particularités de Montréal, la métropole du Québec. Elle fut partout sur la planète une chanson phare du duo McGarrigle, même en Angleterre (dès 1976) et Allemagne (1981), où le duo fut invité à chanter à la télévision.
Au premier degré d'interprétation, le texte de la chanson fait d'abord référence directe à une promenade sous la rue Sainte-Catherine de Montréal, dans les espaces souterrains offrant la chaleur recherchée, venant du métro qu'on y trouve, sous les vitrines (commerciales) qui sont dans le froid hiver et qui ne serviraient d'ailleurs à la promeneuse qu'à s'y mirer… : « Moi j'me promèn' sur Ste-Cath'rine / J'profit' d'la chaleur du métro / J'me regard' pas dans les vitrines / Quand y fait trent' en d'ssous d'zéro ».
Cette chanson reste d'abord mystérieuse, car ses paroles n'expriment, d'emblée, ni complainte, ni lamentation, ni n'en annoncent autrement que par le titre. Par ailleurs, la musique et l'interprétation pourraient faire croire que c'est une complainte, voire une pseudo-complainte quelque peu moqueuse. — S'y moquerait-on un tant soit peu, ainsi, des gens trop souvent plaintifs, geignards, chialeurs, récriminateurs, revendicateurs… ?

## Le contexte

### La Complainte

#### «La complainte du phoque en Alaska» (deMichel Rivard, dugroupeBeau Dommage, 1974)
Le nouveau groupe, Beau Dommage, venait de lancer en 1974 son premier album (éponyme), contenant une chanson d'emblée immortelle : « La complainte du phoque en Alaska », paroles et musique de l'auteur-compositeur-interprète Michel Rivard.
C'est une vraie complainte : le phoque s'ennuyait vraiment de sa compagne, qui lui fut enlevée pour aller faire des numéros dans un cirque lointain, ailleurs aux États-Unis, d'où l'ennui, le chagrin, la douce lamentation du phoque, resté en Alaska.
Début du refrain :
« Ça ne vaut pas la peine / de laisser ceux qu'on aime, / pour aller faire tourner / des ballons sur son nez. »

#### «Complainte pour Sainte-Catherine» (d'Anna McGarrigle et Philippe Tatartcheff, 1975)
Il était donc très opportun, en 1975, pour lancer leur groupe, que les rieuses Kate et Anna McGarrigle et leur parolier en langue française, Philippe Tatartcheff, aient dès leur premier album, (éponyme), une chanson au titre accrocheur débutant par le mot Complainte, même si leur chanson n'a pas de scénario, ne raconte pas une histoire, et n'exprime pas de tristesse par les paroles : ce sera, mais dépourvue d'un scénario qui justifierait une longue lamentation, la « Complainte pour Sainte-Catherine », la première chanson phare des McGarrigle. Pour amuser, cette chanson exprimera donc, sans autre raison, un vague pseudo-chagrin, mais seulement par la mélodie, les thèmes musicaux, les demi-tons, des voix un peu nasillardes, aussi moqueuses que la mimique des interprètes…

### Catherine
À Montréal, du moins, Catherine, c'est alors le vrai prénom des Cathy ou des Kate — dont Kate McGarrigle, née Catherine Frances… à Montréal en 1946.
C'est aussi, dit-on,  la sainte patronne de toute vieille fille (toute célibataire de 25 ans ou plus).
Kate fut célibataire jusqu'à l'âge de 25 ans et serait donc sous la protection de la sainte pour les deux raisons : son prénom et le fait d'avoir été quelque peu « vieille fille ». Anna McGarrigle, née à Montréal en 1944, serait sous le protection de la sainte pour une raison : le fait d'avoir été célibataire plus de 25 ans.
Catherine, la sainte, est fêtée aux premiers grands froids, aux premières neiges persistantes, le 25 novembre, en confectionnant une confiserie étirée, « la tire de la Sainte-Catherine », selon l'enseignement de la première institutrice montréalaise, vers 1660 : la religieuse Marguerite Bourgeoys.

### La Sainte-Catherine
« La Sainte-Catherine », c'était aussi à Montréal aux XIXe et XXe siècles, jusque vers 1967, au centre-ville, « la rue », l'artère commerciale par excellence : on allait même le dimanche (alors le jour hebdomadaire où tout travail et toute ouverture des usines ou des commerces, est interdit par les lois civile et religieuse), regarder les vitrines de la Ste-Catherine (gratuitement, sans débours) ou se regarder dans ces vitrines…

## Conclusion
C'est tout ce substrat local, montréalais, que la première chanson accrocheuse des McGarrigle évoque très joyeusement, par pseudo-complainte en dérision, qu'Anna McGarrigle a concoctée avec l'apport de Philippe Tatartcheff, et un clin-d'œil subtil à leur chère Kate, née Catherine… : c'est un peu pour taquiner Kate McGarrigle (partie aux États-Unis en 1970, qui reviendra vivre à Montréal en 1976), cette « Complainte pour Ste-Catherine », mais surtout pour mieux atteindre et retenir l'attention de la population montréalaise, en majorité francophone, devant qui elles aimeraient faire carrière, en offrant, à la bonne franquette, des concerts familiaux sans prétention, teintés d'humour et de sentiments bien exprimés.
Savoir tout cela, et connaître le texte, lors de l'écoute, peut aider l'auditeur à percevoir toutes les subtilités de la chanson, de son harmonisation, de son interprétation, des sentiments et intentions exprimées…
Mais on peut apprécier la musique et le style de Kate et Anna McGarrigle sans comprendre les paroles ni savoir le sujet évoqué : il suffit de les voir et entendre chanter quelques fois, en particulier dans cette chanson-phare.

### Quelques «pointes» ou «points forts» dans cette chanson (sélection)
- Premier couplet :
  - « Moi j' me promène sous Ste-Catherine / J' profite de la chaleur du métro
   Je n'me regarde pas dans les vitrines / Quand il fait trente en dessous d'zéro »
- Refrain :
  - « Y'a longtemps qu'on fait d'la politique / Vingt ans de guerr' contr' les moustiques. »
- Avant-dernier couplet :
  - « On est tous frères pis ça s'adonne / Qu'on a toujours eu du bon temps
   Parce qu'on reste sur la terre des hommes / Même les femmes et les enfants. »
- Dernier couplet :
  - « Croyez pas qu'on est pas chrétiens... hein !  / Le dimanche on promène son chien.
   La la la … »

## Personnel
- Kate McGarrigle : Chant, accordéon, chœurs
- Anna McGarrigle : Chant, piano, chœurs
- David Spinozza : Guitare électrique
- Andrew Gold : Guitare électrique
- Greg Prestopino : Guitare électrique
- Tony Levin : Basse
- Stephen Gadd :  Batterie
- Jay Unger, Floyd Guilbeau : Violon
- Chaim Tannenbaum, Joel Topp : Harmonium
- Densil Lang : Percussions
- George Boham : Cuivres

### Extraits audio-visuels
- [vidéo] « Kate & Anna Mcgarrigle - Complainte pour ste catherine ( Original Footage Toppop Dutch TV 1976 ) », sur YouTube
- [vidéo] « Les 3 sœurs McGarrigle : Anna (voix et piano), Kate (présentations; voix et accordéon) et Jane  (voix), … — (TV ,NY State, 1984) », sur YouTube